# Brephodrillia
Brephodrillia là một chi ốc biển, là động vật thân mềm chân bụng sống ở biển trong họ Drilliidae.

## Các loài
Các loài thuộc chi Brephodrillia bao gồm:
- Brephodrillia ella Pilsbry & Lowe, 1932[2]
- Brephodrillia perfectus Pilsbry & Lowe, 1932[3]